# فلامینگوی شیلی
فلامینگوی شیلی یا بال‌آتشی شیلی (Phoenicopterus chilensis) یک گونه بزرگ (110–130 cm) و نزدیک مرتبط به فلامینگوی آمریکایی و فلامینگوی بزرگ است.
منطقه زادولد این پرنده آمریکای جنوبی از اکوادور و پرو تا شیلی و آرژانتین و از شرق تا برزیل است؛ فلامینگوی شیلی یک گونه معرفی‌شده به آلمان و هلند نیز هست. همچنین جمعیت کوچکی از آن در یوتا و کالیفرنیا زندگی می‌کند.
پرهای این فلامینگو صورتی‌تر و مقداری بزرگتر از فلامینگوی بزرگتر و البته کوچکتر از فلامینگوی آمریکایی است. این گونه را می‌توان از پاهای خاکستری و زانوهای صورتی شناخت اگرچه جوجه‌های آن ممکن است زانوهای صورتی نداشته باشند اما پاهایشان خاکستری است. بیش از نیمی از نوک این فلامینگو مشکی است که بیشتر از دیگر فلامینگوها است.